# Radijski valovi
Rádijski valòvi so tisti del spektra elektromagnetnega valovanja, v katerem je moč elektromagnetno valovanje vzbuditi tako, da skozi anteno pride izmenični električni tok. Glede na frekvenco oziroma valovno dolžino lahko razdelimo radijske valove na naslednja območja:
| Ime pasu                   | Krat. | Pas ITU | Frekvenca    | Val. dolžina           |
| -------------------------- | ----- | ------- | ------------ | ---------------------- |
|                            |       |         | < 3 Hz       | > 100,000 km           |
| ekstremno nizke frekvence  | ELF   | 1       | 3–30 Hz      | 100,000 km – 10,000 km |
| super nizke frekvence      | SLF   | 2       | 30–300 Hz    | 10,000 km – 1000 km    |
| ultra nizke frekvence      | ULF   | 3       | 300–3000 Hz  | 1000 km – 100 km       |
| zelo nizke frekvence       | VLF   | 4       | 3–30 kHz     | 100 km – 10 km         |
| nizke frekvence            | LF    | 5       | 30–300 kHz   | 10 km – 1 km           |
| srednje frekvence          | MF    | 6       | 300–3000 kHz | 1 km – 100 m           |
| visoke frekvence           | HF    | 7       | 3–30 MHz     | 100 m – 10 m           |
| zelo visoke frekvence      | VHF   | 8       | 30–300 MHz   | 10 m – 1 m             |
| ultra visoke frekvence     | UHF   | 9       | 300–3000 MHz | 1 m – 100 mm           |
| super visoke frekvence     | SHF   | 10      | 3–30 GHz     | 100 mm – 10 mm         |
| ekstremno visoke frekvence | EHF   | 11      | 30–300 GHz   | 10 mm – 1 mm           |
|                            |       |         | nad 300 GHz  | < 1 mm                 |

Opomba: nad 300 GHz je absorpcija elektromagnetnega sevanja v Zemljinem ozračju tolikšna, da je to praktično neprepustno za elektromagnetno sevanje; pri še višjih frekvencah se absorpcija zmanjša le v območju infrardeče in vidne svetlobe.
Pasovi ELF, SLF, ULF in VLF se prekrivajo s slišnimi frekvencami (približno 20–20.000 Hz). Razen ujemanja v frekvencah sta zvočno in radijsko valovanje dve povsem različni valovanji: pri prvem gre za mehansko nihanje delcev snovi, po kateri se širi zvok, pri drugem pa za valovanje elektromagnetnega polja.
Radijski valovi se najpogosteje uporabljajo za prenos zvoka; od tu tudi ime za radio. Vsaka radijska postaja oddaja na njej odobreni frekvenci, navadno tudi na več frekvencah: Radio Slovenija npr. oddaja na 918 kHz MF in na 88,5, 90,0, 91,8, 92,0, 92,9, 94,1, 96,4 MHz VHF.